# Casino Luxembourg

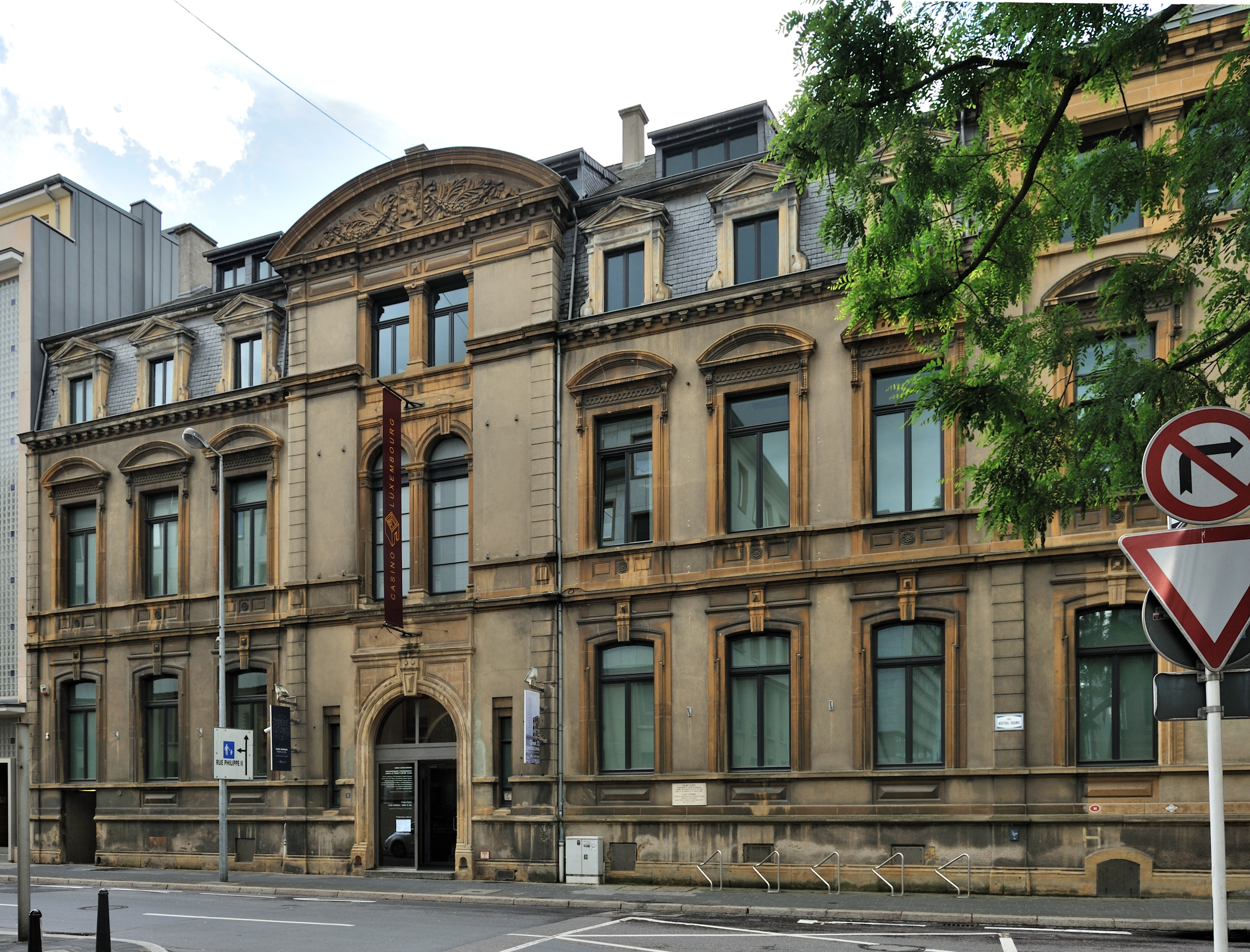
Casino Luxembourg pela rua Notre-Dame.

Casino Luxembourg, originalmente inaugurado em 1882 como Casino Bourgeois, era um centro de eventos culturais e sociais, além de suas funções de jogos. Foi criado pelos arquitetos Pierre Kemp e Pierre Funck. Em 1995 foi adaptado e remodelado tornando-se um fórum para a arte contemporânea, recebendo exposições temporárias de arte em Luxemburgo.